# Pānchla
Pānchla är en ort i Indien.   Den ligger i distriktet Haora och delstaten Västbengalen, i den östra delen av landet, 1 300 km sydost om huvudstaden New Delhi. Pānchla ligger 7 meter över havet och antalet invånare är 23 526.
Terrängen runt Pānchla är mycket platt. Runt Pānchla är det mycket tätbefolkat, med 2 345 invånare per kvadratkilometer. Närmaste större samhälle är Haora, 19,1 km öster om Pānchla. Trakten runt Pānchla består till största delen av jordbruksmark.